# 海陽町 (蒲郡市)
海陽町（かいようちょう）は、愛知県蒲郡市の地名。

## 歴史
1985年に策定された「海の軽井沢構想」と称する愛知県蒲郡市東部地区の開発に際し、東海旅客鉄道（JR東海）や地元の建設業者のほか、愛知県や蒲郡市、トヨタ自動車などが出資して蒲郡海洋開発を設立して計画された「ラグナックスアイランド蒲郡計画」により、蒲郡市大塚町地先約120haを埋め立てて造成し、リゾート地として開発された。1995年3月11日に埋立着工、1999年1月29日に西側約57haが竣工し、残る東側約63haは2001年に竣工した。

### 人口の変遷
国勢調査による人口および世帯数の推移。
| 2005年（平成17年） | 25世帯 40人   |  |
| 2010年（平成22年） | 160世帯 723人 |  |
| 2015年（平成27年） | 172世帯 968人 |  |
| 2020年（令和2年）  | 256世帯 843人 |  |

## 施設
- ラグーナテンボス
- フェスティバルマーケット
- 海陽中等教育学校
- 大塚海浜緑地

### WEB
1. ↑  “愛知県蒲郡市の町丁・字一覧”.   人口統計ラボ. 2024年1月22日閲覧。
2. 1 2  総務省統計局 (2022年2月10日). “令和2年国勢調査の調査結果(e-Stat) - 男女別人口，外国人人口及び世帯数－町丁・字等” (CSV). 2023年8月2日閲覧。
3. ↑  “愛知県蒲郡市の郵便番号一覧”.   日本郵便. 2024年1月22日閲覧。
4. ↑  “市外局番の一覧” (PDF).   総務省 (2022年3月1日). 2022年3月22日閲覧。
5. ↑  “ナンバープレートについて”.   一般社団法人愛知県自動車会議所. 2024年1月21日閲覧。
6. ↑  総務省統計局 (2014年6月27日). “平成17年国勢調査の調査結果(e-Stat) - 男女別人口及び世帯数 －町丁・字等” (CSV). 2021年7月21日閲覧。
7. ↑  総務省統計局 (2012年1月20日). “平成22年国勢調査の調査結果(e-Stat) - 男女別人口及び世帯数 －町丁・字等” (CSV). 2021年7月21日閲覧。
8. ↑  総務省統計局 (2017年1月27日). “平成27年国勢調査の調査結果(e-Stat) - 男女別人口及び世帯数 －町丁・字等” (CSV). 2021年7月21日閲覧。

### 書籍
1. ↑  交通要衝地域における産業誘致等による地域発展策に関する調査研究報告書 - 日本財団図書館
2. ↑  広報がまごおり（平成7年4月） - 蒲郡市
3. ↑  広報がまごおり（平成11年3月） - 蒲郡市
4. ↑  広報がまごおり（平成13年3月） - 蒲郡市